# Nokia Asha 201
Il Nokia Asha 201 è un feature phone della Nokia.
È stato presentato il 26 ottobre 2011 al Nokia World 2011 insieme ad altri tre modelli della serie Asha: il gemello 200, il 300 e il 303. Rivolto perlopiù per i mercati emergenti, questo terminale è uscito in Italia nel gennaio 2012.